# 欧州民主連合・南部の人民
欧州民主連合・人民（おうしゅうみんしゅれんごう・じんみん、イタリア語: Popolari UDEUR, "UDEUR"）は、イタリアの政党。書記長は、クレメンテ・マステッラ（初代）。

## 歴史

### 概要
名称の由来は結成当初（1999年 - 2003年）の党名の頭文字（Unione Democratici per l'Europa）と、2003年 - 2004年の党名「人民同盟 - 欧州民主連合」（Alleanza Popolare – UDEUR）から。そのため「欧州民主同盟」と報じる日本のマスメディアもある。
ロマーノ・プローディ率いる中道左派連合「ルニオーネ」政権に参画していたが、2008年1月、マステッラに対する検察当局の捜査や、上下両院への小選挙区制導入を柱とする与党の選挙制度案に反発し、マステッラは法務大臣を辞職するとともに政権離脱。
ベルルスコーニ率いる自由の人民への参加を目指すもこれを拒否されたことから単独で選挙に臨んだが、民主党との二大政党対決の前に埋没した。